# Aparchitoidea
De Aparchitoidea zijn een superfamilie van uitgestorven kreeftachtigen uit de klasse van de Ostracoda (mosselkreeftjes).

## Familie
- Aparchitidae Jones, 1901 †